# Чоканешти (Калинешти)
Чоканешти (рум. Ciocănești) насеље је у Румунији у округу Арђеш у општини Калинешти. Oпштина се налази на надморској висини од 267 m.

## Становништво
Према подацима из 2011. године у насељу је живело 863 становника.